# Lingue cuscitiche

Le lingue cuscitiche sono un sottogruppo di lingue all'interno della famiglia linguistica afro-asiatica (o camito-semitica).

## Distribuzione geografica
La denominazione proviene dal nome di Kush, che nella Bibbia era un figlio di Cam e si sarebbe stabilito in Africa. Le lingue cuscitiche sono parlate in Africa orientale, dal Sudan al Mar Rosso e al Corno d'Africa, comprendendo anche Eritrea, Etiopia, Somalia, Gibuti e Kenya.
La lingua cuscitica più parlata è l'oromo (Etiopia, Kenya) con circa 24 milioni di parlanti. Seguono, in ordine di importanza: il somalo (Somalia, Etiopia, Gibuti, Kenya) con circa 20 milioni, il sidamo (Etiopia) con 2 milioni, la lingua hadiyya (Etiopia) con 1,6 milioni, l'afar (Eritrea, Etiopia, Gibuti) circa 1 milione e mezzo ed il kambata dell'Etiopia (1.4 milioni).

## Classificazione
Le lingue cuscitiche vengono suddivise nei seguenti sottogruppi:

(tra parentesi tonde il numero di lingue di ogni gruppo e la zona dove vengono parlate)

[tra parentesi quadre il codice di classificazione internazionale linguistico]
- Lingue cuscitiche settentrionali (1)
  - Lingua begia [bej] (Sudan)
- Lingue cuscitiche centrali (4)
  - Lingua xamtanga [xan] (Etiopia)
  - Lingua bilen [byn] (Eritrea)
  - Lingua awngi [awn] (Etiopia)
  - Lingua qimant [ahg] (Etiopia)
- Lingue cuscitiche orientali
  - Lingue dullay (3)
    - Lingua bussa [dox] (Etiopia)
    - Lingua gawwada [gwd] (Etiopia)
    - Lingua tsamai [tsb] (Etiopia)

  - Lingue degli altopiani (7)
    - Lingua alaba-k'abeena [alw] (Etiopia)
    - Lingua burji [bji] (Etiopia)
    - Lingua gedeo [drs] (Etiopia)
    - Lingua hadiyya [hdy] (Etiopia)
    - Lingua kambaata [ktb] (Etiopia)
    - Lingua libido [liq] (Etiopia)
    - Lingua sidamo [sid] (Etiopia)

  - Lingue konso-gidole (2)
    - Lingua dirasha [gdl] (Etiopia)
    - Lingua konso [kxc] (Etiopia)

  - Lingue oromo (5)
    - Lingua orma [orc] (Kenya)
    - Lingua oromo, Borana-Arsi-Guji [gax] (Etiopia)
    - Lingua oromo orientale [hae] (Etiopia)
    - Lingua oromo centro-occidentale [gaz] (Etiopia)
    - Lingua waata [ssn] (Kenya)

  - Lingue rendille-boni (2)
    - Lingua aweer [bob] (Kenya)
    - Lingua rendille [rel] (Kenya)

  - Lingue saho-afar (2)
    - Lingua afar [aar] (Etiopia)
    - Lingua saho [ssy] (Eritrea)

  - Lingue somale (6)
    - Lingua dabarre [dbr] (Somalia)
    - Lingua garre [gex] (Somalia)
    - Lingua jiiddu [jii] (Somalia)
    - Lingua maay [ymm] (Somalia)
    - Lingua somala [som] (Somalia)
    - Lingua tunni [tqq] (Somalia)

  - Lingue omo-tana occidentali (4)
    - Lingua arbore [arv] (Etiopia)
    - Lingua baiso [bsw] (Etiopia)
    - Lingua daasanach [dsh] (Etiopia)
    - Lingua el molo [elo] (Kenya)

  - Lingua yaaku [muu] (Kenya)
  - Lingua boon [bnl] (Somalia)
- Lingue cuscitiche meridionali o lingue del Rift (7)
  - Lingua aasáx [aas] (Tanzania)
  - Lingua alagwa [wbj] (Tanzania)
  - Lingua burunge [bds] (Tanzania)
  - Lingua dahalo [dal] (Kenya)
  - Lingua gorowa [gow] (Tanzania)
  - Lingua iraqw [irk] (Tanzania)
  - Lingua kw'adza [wka] (Tanzania)

Un tempo anche le lingue omotiche venivano classificate nel gruppo cuscitico, del quale avrebbero costituito il ramo più occidentale. Oggi la maggior parte del mondo accademico tende a considerare l'omotico un gruppo a parte della famiglia afro-asiatica; anche se vi sono ancora linguisti, come Marcello Lamberti, che propendono per la vecchia ipotesi. Secondo Enrico Cerulli le lingue "omotiche meridionali" non farebbero parte delle lingue omotiche, ma delle lingue nilotiche. Mentre secondo R. Theil tutte le lingue omotiche non sarebbero afro-asiatiche.